# Oh Doctor!
Oh Doctor! ist eine US-amerikanische Kurzfilm-Komödie aus dem Jahr 1917 mit Roscoe Arbuckle und Buster Keaton in den Hauptrollen.

## Handlung
Doktor Holepoke geht mit seiner Frau und seinem Sohn Junior zu einem Pferderennen. Dort trifft er eine junge Frau, die von ihrem Ehemann begleitet wird. Aufgrund eines falschen Hinweises auf das Rennen wettet Doktor Holepoke eine große Summe, verliert aber. Die hübsche Dame und ihr Begleiter beschließen, die Leichtgläubigkeit des Arztes auszunutzen, und während sie ihn unter Vortäuschung einer Krankheit nach Hause ruft, bricht der Begleiter in sein Haus ein und stiehlt eine wertvolle Halskette. Er wird von Junior Holepoke entdeckt und springt aus dem Fenster. Junior folgt ihm die Straße entlang. Doktor Holepoke stellt der jungen Dame eine Diagnose, erhält erneut einen Tipp für das nächste Rennen und schließt in einem illegalen Wettbüro die Wette ab. Junior kommt mit der Polizei und die junge Dame und ihr Ehemann werden verhaftet. Auf der Rennbahn gewinnt das Rennpferd ohne Chancen unerwartet das Rennen, sodass Doktor Holepoke ein Vermögen gewinnt. Seine unersättliche Frau ist damit dennoch nicht zufrieden.